# جيروم راندل
جيروم راندل (بالإنجليزية: Jerome Randle)‏ مواليد 21 مايو 1987 في شيكاغو، هو لاعب كرة سلة أمريكي. بدأ مسيرته الاحترافية في سنة 2010. يلعب مع ليموج سي إس بي في الدوري الفرنسي لكرة السلة الدرجة الأولى كلاعب هجوم خلفي. يحمل الرقم 13. يبلغ طوله 5 قدم 9 بوصة (1.8 م).

## المسيرة الاحترافية
لعب مع تورك تيليكوم في الدوري التركي في سنة 2011، ثم لعب مع مين ريد كلوز في موسم 2011–2012، ثم لعب مع نادي أزوفماش لكرة السلة في سنة 2012، ثم لعب مع سبيرو شارلوروا في موسم 2012–2013، ثم لعب مع طرابزون سبور لكرة السلة في الدوري التركي في سنة 2014.

## روابط خارجية
- جيروم راندل على موقع الاتحاد الدولي لكرة السلة (الإنجليزية)
- جيروم راندل على موقع الدوري الأوروبي لكرة السلة (الإنجليزية)
- جيروم راندل على موقع سبورتس رفرنس (الإنجليزية)
- جيروم راندل على موقع الدوري الإسباني لكرة السلة (الإسبانية)
- جيروم راندل على موقع كرة السلة الأوروبية.كوم (الإنجليزية)
- جيروم راندل على موقع كلية كرة السلة في سبورتس رفرنس.كوم (الإنجليزية)
- جيروم راندل على موقع ريلجم (الإنجليزية)
- جيروم راندل على موقع بروبوليرز (الإنجليزية)
- جيروم راندل على موقع سبورتس رفرنس (الإنجليزية)
- جيروم راندل على موقع سبورتس رفرنس (الإنجليزية)